# 近藤由香利
近藤 由香利 (こんどう ゆかり) は 日本のジャーナリストで、NHK放送総局報道局国際部記者。

## 経歴
2009年4月1日 NHKに入局。
初任地はNHK盛岡放送局。盛岡時代2年目が終わる3月11日に東日本大震災が発生、被災した大船渡市や陸前高田市、大槌町、遠野町に行き、電気の無い中の避難所の取材。
同年7月には 宮古報道室の勤務となり、被災地に住み 宮古市田老地区の多くの被災者の方々の生活を密着取材等を経験。
その後NHK大阪放送局、NHKワールドJAPANを経て、報道局国際部に配属。
国際部では 主に、朝鮮半島やアメリカ合衆国の取材等を担当。